# Rybia łuska jeżasta
Rybia łuska jeżasta (ang. ichthyosis hystrix) – grupa rzadkich, genetycznie uwarunkowanych chorób skóry. Etiologia i sposób dziedziczenia nie są poznane. Wyróżniono kilka typów rybiej łuski jeżastej:
- typ Lamberta – hiperkeratoza skóry całego ciała z wyjątkiem narządów płciowych zewnętrznych, podeszew i dłoni, po raz pierwszy opisana u rodziny Lambertów w XVII wieku;
- typ Curth-Macklin – rogowacenie dotyczy dłoni i podeszew, typ odrębny pod względem histopatologicznym;
- typ Rheydta – obok rogowacenia skóry, szczególnie nasilonego na kończynach, w tym na powierzchniach zgięciowych, i w mniejszym stopniu na twarzy, stwierdza się alopecję i nieprawidłowości budowy paznokci, czasem głuchotę;
- typ Baevferstedta – opisano kilka izolowanych przypadków.